# 雾溪水库
雾溪水库是中国浙江省丽水市云和县境内的一座水库，位于瓯江支流雾溪上，建于1960年。水库正常库容为997万立方米，集雨面积为32平方千米，海拔为61米。